# Vít Beneš
Vít Beneš (sinh 12 tháng 8 năm 1988) là một cầu thủ bóng đá Cộng hòa Séc hiện tại thi đấu cho Vasas ở Nemzeti Bajnokság I.

## Sự nghiệp
Vào tháng 6 năm 2013, anh được theo đuổi bởi Sparta Prague nhưng chủ sở hữu Jablonec quyết định không bán anh vì chiến dịch châu Âu của câu lạc bộ.

## Danh hiệu

### Jablonec
- Cúp bóng đá Séc: 2012–13
- Siêu cúp bóng đá Séc: 2013